# Neonipponorthezia regina
Neonipponorthezia regina är en insektsart som beskrevs av Konczné Benedicty in Kozár 2004. Neonipponorthezia regina ingår i släktet Neonipponorthezia och familjen vaxsköldlöss.
Artens utbredningsområde är Papua Nya Guinea. Inga underarter finns listade i Catalogue of Life.